# 印度尼西亚人
印度尼西亞人，簡稱印尼人，是指东南亚国家印度尼西亚的公民，包含了不同的民族族裔。

## 人口
截至2014年，印度尼西亞人口佔世界總人口的3.46％，印度尼西亞是繼中華人民共和國，印度和美國之後第四大人口大國。大部分印尼人口分佈在爪哇島（51％），爪哇島為世界上人口最多的島嶼，印度尼西亞的其他主要島嶼有蘇門答臘島，加里曼丹島，蘇拉威西島和巴布亞島，這幾個島嶼佔印尼49％的人口。還有其他人口分布比較少的島嶼，如巴里島，邦加島，馬都拉島，尼亞斯島，馬魯古群島，小巽他群島和廖內群島等。

### 民族構成
印度尼西亞約有300多个民族及742種語言及方言。大多數印度尼西亞人為南島語族後裔，所使用的語言可追溯至發源於臺灣的原始南島語系，另一個較大族群為美拉尼西亞人，居住於印度尼西亞東部。爪哇族為最大族群，占印度尼西亞42%的人口，在政治及文化上皆居優勢地位，巽他族、馬都拉族及馬來族為最大的非爪哇族群，印度尼西亞華人則是具有影響力的少數族群，使用各種南方漢語，包含閩南話和客家話。華裔僅占約3-4%的人口，但國家大多數商業及財富都由印度尼西亞華人掌控，不過，這種情況也造成其他族羣對印尼華人產生許多負面觀感，並發生排華運動。印度尼西亞人對國家的認同感體現在強烈的地區身分上。社會整體尚屬和諧，惟社會、宗教及族群上的緊張曾引起暴力行為。

## 文化

### 語言
印尼語即印尼化的馬來語廖內方言，是印度尼西亞的官方語言。印尼語是一種被規範後的馬來語（Malay language）。在規範化以前，馬來語已經在印尼群島以通用語的身分流通了數世紀。除了印尼語外，大多數印度尼西亞人也使用其他印尼語言。大多數印度尼西亞人通常能夠流利地使用另一種地區性語言（例如爪哇語，巽他語等），這些語言在印尼家庭和社區都很常見。大部分印尼的正規教育，國家媒體和其他形式的交流都以印尼語進行。

### 宗教
印度尼西亞在憲法上是一個世俗國家，無國教，但一定要有宗教信仰，在建國五項原則的第一項就是信仰最高真主（Ketuhanan yang Maha Esa）（必須有信仰）。印尼存在了許多不同的宗教，對國家的政治、經濟和文化生活有顯著影響力。印尼憲法保障宗教自由，但官方只承認六種宗教（伊斯蘭教、基督新教、天主教、印度教、佛教和儒教）。印尼法律規定，每個印尼公民持有的身份宗教欄位上必須要填上這六個宗教的其中之一，然而這個部分也允許留空。  印度尼西亞不承認不可知論或無神論，褻瀆是不合法的。在2010年的印度尼西亞人口普查中，有87.18％的印度尼西亞人表示自己是穆斯林（其中遜尼派超過99％、 什葉派 0.5％、阿赫邁底亞派 0.2％），6.96％基督新教，2.91％天主教，1.69％印度教，0.72％佛教，0.05％儒教，其它宗教0.13％和0.38％未表態。

### 飲食
印度尼西亞由於島嶼民族眾多，使得印尼菜成為世界上最多采多姿的料理之一。
印度尼西亞料理每個地區風味都不同，並有許多不同的影響。 例如蘇門答臘的飲食受到了中東和印度的影響，而發展出了gulai咖哩。爪哇菜受到了中國菜的影響，東印度尼西亞的料理與波里尼西亞和美拉尼西亞飲食相似。不少中華料理的菜餚已經融入印尼料理中，如：麵條（bakmi）、肉丸（Bakso）和潤餅（潤餅卷）等。